# Le anime morte (film 1909)
Le anime morte (Мёртвые души, Mёrtvye duši) è un film del 1909 diretto da Pёtr Čardynin, tratto dall'omonimo romanzo di Gogol'.